# پیریک کروس (بازیکن فوتبال، زاده ۱۹۹۲)
پیریک کروس (انگلیسی: Pierrick Cros؛ زادهٔ ۱۷ مارس ۱۹۹۲) بازیکن فوتبال اهل فرانسه است.
از باشگاه‌هایی که در آن بازی کرده‌است می‌توان به باشگاه فوتبال سن-اتین و باشگاه فوتبال ستاره سرخ اشاره کرد.
وی همچنین در تیم ملی فوتبال زیر ۲۰ سال فرانسه بازی کرده‌است.